# Refugium Range
Refugium Range är ett berg i Kanada.   Det ligger i provinsen British Columbia, i den sydvästra delen av landet, 3 800 km väster om huvudstaden Ottawa. Toppen på Refugium Range är 700 meter över havet. Refugium Range ligger vid sjön Gaultheria Lake.
Terrängen runt Refugium Range är huvudsakligen kuperad. Trakten runt Refugium Range är nära nog obefolkad, med mindre än två invånare per kvadratkilometer.. Det finns inga samhällen i närheten. 
I omgivningarna runt Refugium Range växer i huvudsak barrskog.